# Municipio VIII
Municipio VIII (Tor Bella Monaca) is een stadsdeel met ongeveer 200.000 inwoners in het oosten van de stad Rome.

## Onderverdeling
Acqua Vergine (deel), Lunghezza, San Vittorino, Torre Spaccata (deel), Torre Angela, Borghesiana, Torre Maura (deel), Torrenova (deel), Torre Gaia (deel).